# Tamworth
|  | Per a altres significats, vegeu «Tamworth (Nou Hampshire)». |

Tamworth (pronunciat /ˈtæmwərθ/) és un municipi del Regne Unit que pertany al comtat de Staffordshire, Anglaterra, situat al conflent dels rius Tame i Anker i al marge de dos canals: el de Coventry i el de Birmingham i Fazeley.
El nom ve d'una colònia d'angles, que fou saquejat pels vikings el 874. Va romandre en runes fins al 913, quan la dama Æthelflæd, filla d'Alfred el Gran, va reconstruir la ciutat i les seves defenses, per fer-ne de Tamworth la seva residència principal fins a la seva mort el 918. Aquesta ciutat va desenvolupar-se a l'entorn del castell de Tamworth, un castell de mota i pati. El castell actual data de l'època normanda.
Econòmicament, és un centre de logística, d'enginyeria i d'indústria: del tèxtil, de maons, de teules i de paper. Abans hi havia la fàbrica de construcció automòbils Reliant, famosa pel Robin a tres rodes i el cotxe esportiu Scimitar.

## Història
Quan els romans van arribar a Britànnia, (43–409 dC) la vall del riu Trent estava habitada per la tribu britona dels coritans. Al carrer Bolebridge Street de Tamworth s'han trobat restes dels fonaments de construccions romanes. A prop del municipi, el l'actual Watling Street, passava una via romana i, a poques milles estava la ciutat de Letocetum.
Després del domini romà, els anglosaxons, procedents del nord de Germània i Jutlàndia, van ocupar tota l'àrea. L'historiador Stephen Pollington afirma que els colons que es van establir a Tamworth eren angles, els quals van abandonar les seves llars d'origen a causa d'unes fortes inundacions. Van arribar navegant des del nord i van penetrar terra endins pel riu Humber, el Trent i el Tame.
Un grup va escollir aquest lloc, al qual van anomenar "Tomworðig", que vol dir «esplanada a prop del Tame». Al voltant van construir una palissada defensiva, que van dir "Tomtun" –unió dels termes Tame i town–. Aquests colons es van escampar fins al riu Anker i van construir un gran saló per a reunions, així com anaven prosperant van fer altres edificis: cases, estables i graners.
Les ciutats formades per aquests colons van establir relacions entre elles i van formar el regne de Mèrcia. Cada monarca tenia una residència diferent i, per tant la capital no era fixa. Durant el regnat d'Offa la capital va ser Tamworth. Llavors era la ciutat més gran de la regió, degut a la confluència dels dos rius que afavorien el transport i el comerç.
Els vikings la van saquejar l'any 874 i va quedar en molt mal estat fins que Æthelflæd, filla d'Alfred el Gran, la va fer reconstruir el 913 i va afegir una zona emmurallada en pedra. Aquesta va ser la seva residència principal. En l'església de Tamworth es va casar l'any 926 una germana del rei Etelstan, probablement Edit de Polesworth amb Sitric Cáech.

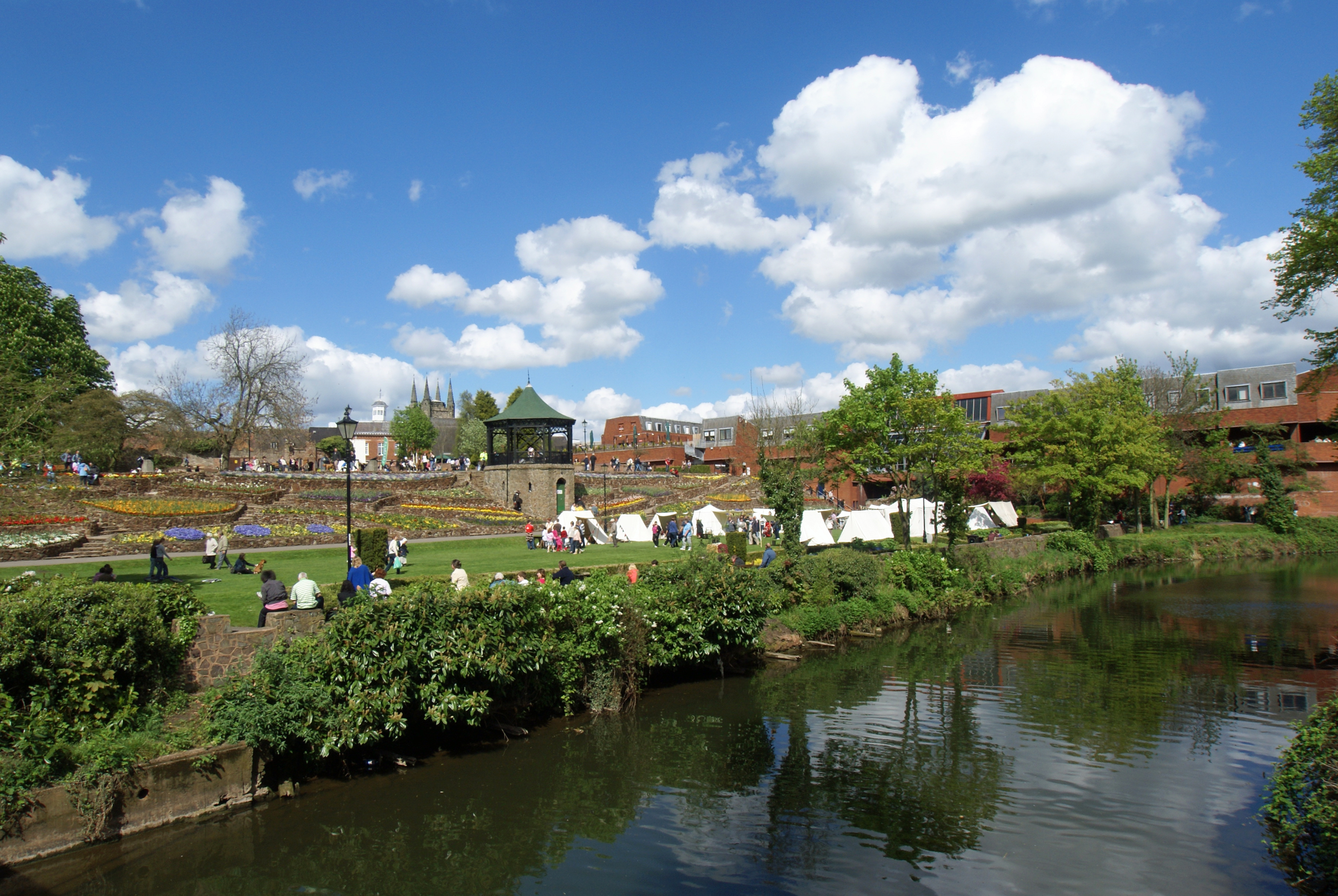
El parc al marge del riu Anker

Al segle xi els normands van fer un castell. La ciutat va rebre una carta de privilegis 1319, que més endavant seria ampliada amb el dret a fer una tercera fira de mercat des del 1588. L'any 1345 Tamworth va patir un incendi que va destruir gran part de la ciutat, però aviat es va reconstruir. Hi van haver brots d'epidèmies els anys 1563, 1579, 1597, 1606 i 1626. Malgrat els morts Tamworth es va recuperar.
Jaume I d'Anglaterra, el primer monarca dels Stuart, va visitar Tamworth el 1619 i es va allotjar a casa de sir Humpfrey Ferrers, l'amo del castell. El príncep Carles va ser convidat de William Comberford, a Moat House. Durant la guerra civil, el castell de Tamworth va ser assetjat per les forces dels parlamentaris el 1643 i van arribar ordres de destruir-lo, cosa que no es va arribar a fer.
Tamworth va continuar creixent i el 1670 era una de les ciutats més poblades de les Midlands; en el registre de llars d'aquell any constaven 320 famílies. La ciutat era molt visitada pels viatgers que feien la ruta entre Londres i Chester, per als quals hi havia petits hotels. Els productes locals eren productes bàsics com el pa, el panís i la cervesa, que exportaven a Bristol.
Durant els segles xviii i xix, va créixer molt, a causa de l'explotació de mines de la rodalia, que subministraven l'energia per la revolució industrial. En aquesta època es va construir rescloses al riu per a millorar la navegabilitat i es va crear el canal de Coventry. El 1847 va arribar el transport per ferrocarril, que va enllaçar amb la línia de Derby a Birmingham, i posteriorment amb la línia del nord-oest que la va connectar amb Londres.
El 1880 es va construir un hospital. El primer ministre Robert Peel va viure en aquesta ciutat, a prop de 'Drayton Manor, i el 1834 va escriure el famós Manifest de Tamworth en què establia les bases de l'actual Partit Conservador.
La població va passar d'uns 7.000 habitants el 1931 a uns 13.000 poc després de la Segona Guerra Mundial, tendència que va fer necessari un pla d'expansió amb la construcció de nous habitatges, que es va efectuar en la dècada del 1960.

## Demografia
Com es pot veure en el següent quadre, la població es va duplicar en vint anys.
| Habitants | 25.000 | 40.000 | 64.000 | 68.000 | 72.000 |
| Font:     |        |        |        |        |        |

El 2007 tenia 75.600 habitants i, segons el cens del 2011, 76.900. L'ètnia més nombrosa són els blancs britànics (97%) seguits dels blancs irlandesos (0,9%). El 95% són nascuts a Anglaterra i l'1% procedents d'Escòcia.

## Economia

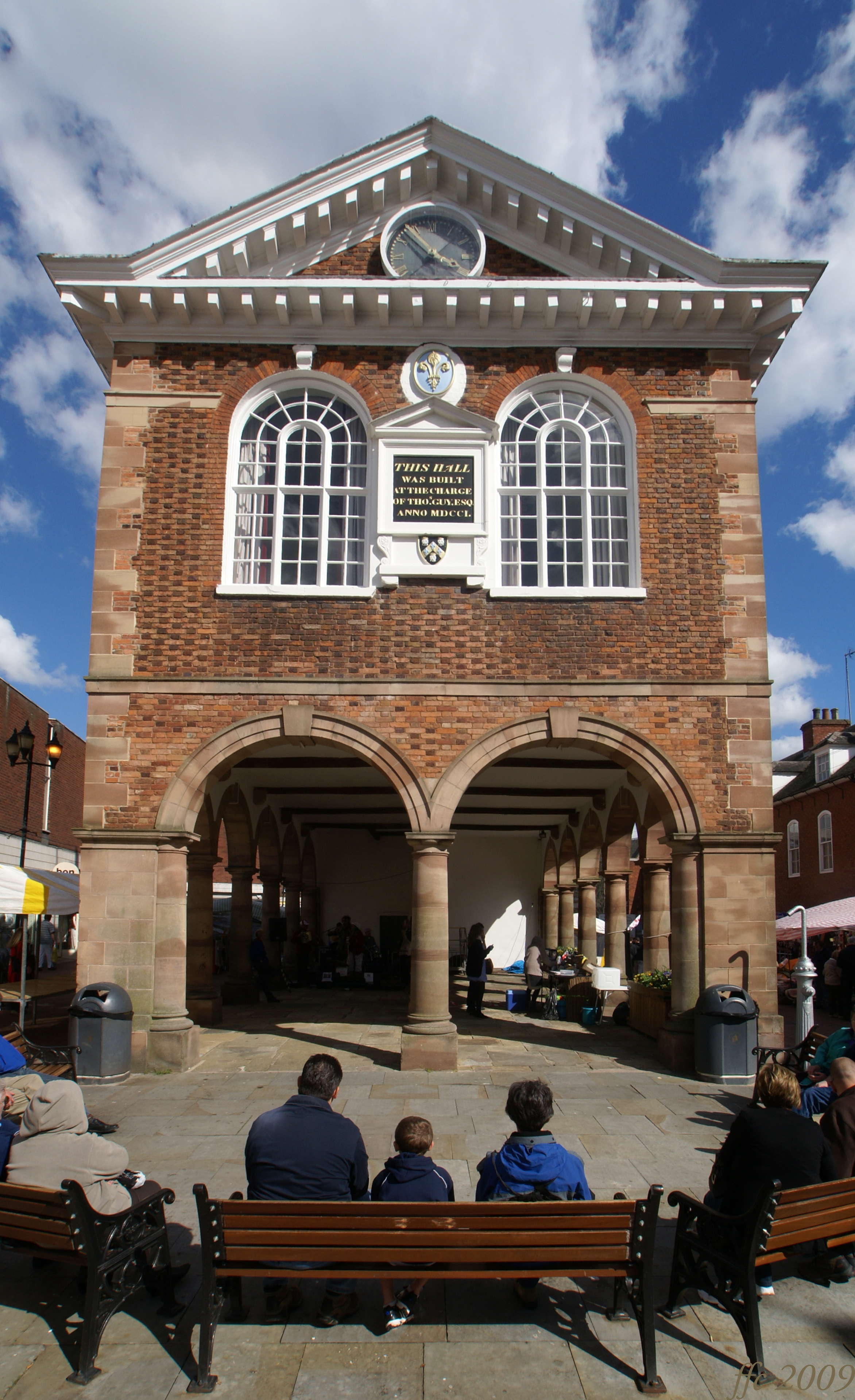
Casa de la vila.

Els sectors on treballa més gent són: el de serveis, la indústria i l'agricultura; en menor nombre: la mineria i la construcció i els queviures.

## Administració
Actualment pertany al comtat de Staffordshire, però no sempre ha estat així, ja que el territori municipal està dividit pels rius en dues seccions geogràfiques: una que s'estén cap a Warwickshire i l'altra cap a Staffordshire. Electoralment té sis divisions. Administrativament té la categoria de borough i està organitzada en 25 districtes (wards):
| - Amington - Belgrave - Bitterscote - Bolehall - Bonehill - Borough Park - Coton Green - Dordon - Dosthill | - Fazeley - Gillway - Glascote - Glascote Heath - Hockley - Kettlebrook - Lakeside - Leyfields - Perry Crofts | - Quarry Hill - Riverside - Stonydelph - The Alders - The Leys - Two Gates - Wilnecote |

## Llocs d'interès
- El castell de Tamworth
- La catedral de santa Edit
- La casa de la vila

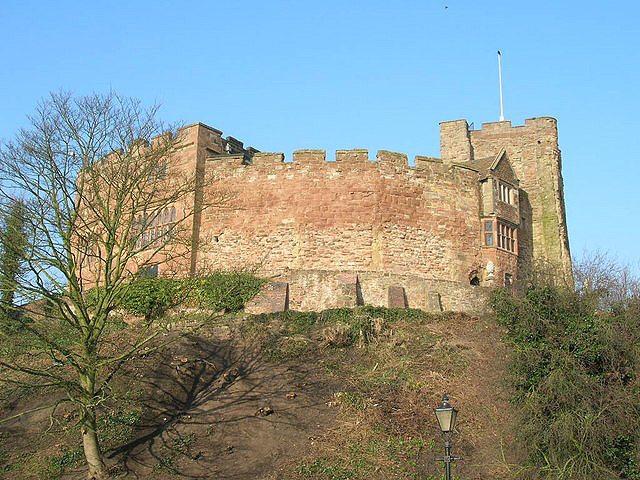
El castell de Tamworth

- Els passejos al llarg dels canals i dels rius

## Agermanaments
Tamworth té relacions d'agermanament amb:
- Tamworth (Nova Gal·ls del Sud) (Austràlia)
- Bad Laasphe (Alemanya)
- Vaujours (França)